# Berezniagovka
Berezniagovka (en rus: Березняговка) és un poble de l'óblast de Lípetsk, a Rússia, que el 2011 tenia 675 habitants. Pertany al districte rural d'Úsman.